# Тяга верхнего блока
Ве́рхняя тя́га — одно из основных упражнений в фитнесе и культуризме, которое действует на внешние края широчайшей мышцы, а также на верхнюю часть грудной мышцы, в меньшей мере на дельтовидные мышцы и бицепсы рук. Упражнение выполняется на тренажёре с подвижной перекладиной и имитирует подтягивания на перекладине.

## Выполнение
Верхняя тяга выполняется на тренажёре. Выполняющий упражнение садится на сидение тренажёра, располагает колени под упором для ног и берёт руками за рукоять. Рекомендуется сильно вдохнуть, статически напрячь спину и медленно тянуть рукоять к груди. Тяга выполняется в основном широчайшими мышцами спины и верхней частью мышц груди, а не силой бицепсов. Движение, в основном, сводится к опусканию локтей. В нижней части движения рекомендуется задержаться для усиления воздействия на мышцы. После этого рукоять возвращается в исходное положение и производится выдох.
Ключевым моментом является то, что вес должен опускаться по направлению к груди, а не за голову. При верхней тяге за голову большая часть нагрузки переносится с мускулатуры спины на плечи и позвоночник, вызывая перенапряжение суставов в нижней точке траектории. Рекомендуется либо вообще не использовать подобную вариацию упражнения, либо выполнять ее с низким весом. Тяга верхнего блока имеет несколько вариантов, которые можно выполнять в тросовом тренажере:
- Тяга за голову[2]. В таком случае нагрузка смещается на мышцы верха спины и плечевой пояс.
- Тяга к ключицам. Классический вариант выполнения, нагрузка идет на верхние участки широчайших мышц спины.
- Тяга обратным хватом. При такой постановке рук, нагрузка смещается на нижние отделы широчайших мышц спины.
- Пуловер на блоке прямыми руками. Такое упражнение выполняется не в линейной, а дугообразной, маховой амплитуде. Благодаря этому широчайшие мышцы спины хорошо растягиваются по всей длине.

Упражнение рекомендуется новичкам (если, конечно, оно не используется для растяжения позвоночника), которым трудно выполнять подтягивания, а также как элемент разнообразия в тренировках более опытных спортсменов. К плюсам упражнения относится его безопасность и возможность легко изменять вес блока (и, соответственно, нагрузку).